# Noctua teixeirai
Noctua teixeirai är en fjärilsart som beskrevs av Rudolf Pinker 1971. Noctua teixeirai ingår i släktet Noctua och familjen nattflyn. Inga underarter finns listade i Catalogue of Life.